# Kalwi & Remi in the Mix Vol. 1
Kalwi & Remi In The Mix – pierwsza kompilacja duetu Kalwi & Remi z 2005 roku.

## Lista utworów
1. Intro (Produced By Toxic Noiz)
2. Kalwi & Remi feat. Olga - El Ninio (Alchemist Project Remix)
3. Alchemist Project - City Of Angels (Hardtrance)
4. Soundplayers - The Way
5. Air Rush - Injection (original mix)
6. Tom Deelay meets Smooth Deejay - Unplugged
7. Mayfloer - Another Way (Nitours Oxide Mix)
8. Krist Van D vs Mk Schulz - Fly With Me 2005
9. Nitrous Oxide - Independence
10. Kai Del Noi - The Dream (club mix)
11. DJ Boldy - In Trance
12. Kalwi & Remi feat. Olga - Explosion (DJ Theo Club Remix)